# ジェームズ・T・ケリー

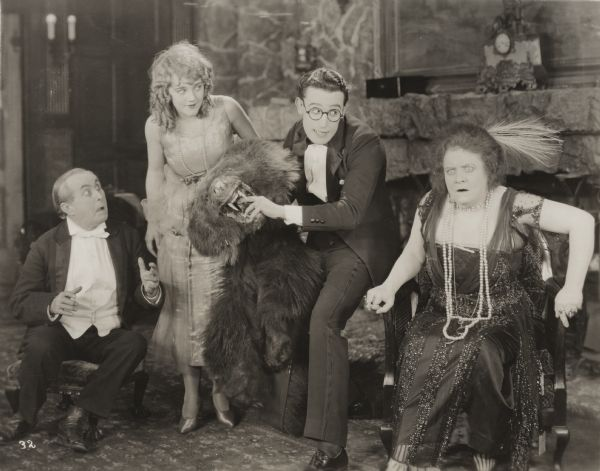
左から順にジェームズ・T・ケリー、ミルドレッド・デイヴィス、ハロルド・ロイド、アギー・ヘリング（1921年のサイレント映画「客に混って (Among Those Present) 」の一シーン）

ジェームズ・T・ケリー（James T.Kelley、1854年7月10日 - 1933年11月12日）は、アイルランド・カスルバー出身の俳優。
主にチャールズ・チャップリン主演・監督の喜劇映画で活躍した。生没年が分かっているチャップリン映画の共演者の中では最高齢にあたる。また晩年はハロルド・ロイドの作品でも活躍している。

## 出演作品
- チャップリンの寄席見物（1915年） ミュージシャン・歌手（二役）
- チャップリンの悔悟（1916年） 酔っ払い・簡易宿泊所の客（二役）
- チャップリンの替玉（1916年） エレベーターボーイ
- チャップリンの消防夫（1916年） 消防士
- チャップリンの放浪者（1916年） 演奏家・ジプシー（二役）
- チャップリンの伯爵（1916年） 執事
- チャップリンの番頭（1916年） 年老いた浮浪者・金魚を持って来る婦人（二役）
- チャップリンの舞台裏（1916年） カメラマン
- チャップリンのスケート（1916年） 娘の父
- チャップリンの勇敢（1917年） 伝道所の訪問者・警官（二役）
- チャップリンの霊泉（1917年） 年老いたベルボーイ
- チャップリンの移民（1917年） カフェの客・船員（二役）
- チャップリンの冒険（1917年） 年寄りの男
- 三つ巴事件（1918年） 歌う酔っ払い
- 犬の生活（1918年） ダンスホールの人々
- 都会育ちの西部者（英語版）（1920年）
- 客に混って（英語版）（1921年）父親
- 豪勇ロイド（英語版）（1922年）町民
- ロイドの要心無用（1923年） 年老いたドライバー